# Halecia mexicana
Halecia mexicana es una especie de escarabajo del género Halecia, familia Buprestidae. Fue descrita científicamente por Kerremans en 1909.